# Огра (Оклахома)
Огра (енгл. Agra) град је у америчкој савезној држави Оклахома.

## Демографија
По попису из 2010. године број становника је 339, што је 17 (-4,8%) становника мање него 2000. године.
| Група             | 2000.       | 2010.       |
| Белци             | 319 (89,6%) | 290 (85,5%) |
| Афроамериканци    | 0 (0,0%)    | 1 (0,3%)    |
| Азијати           | 0 (0,0%)    | 0 (0,0%)    |
| Хиспаноамериканци | 0 (0,0%)    | 7 (2,1%)    |
| Укупно            | 356         | 339         |